# Bitwa nad Monocacy
Bitwa nad Monocacy znana również jako bitwa, która uratowała Waszyngton – starcie zbrojne z 9 lipca 1864 roku, podczas wojny secesyjnej, na brzegach rzeki Monocacy, w hrabstwie Frederick w amerykańskim stanie Maryland. Bitwa zakończyła się zwycięstwem Skonfederowanych Stanów Ameryki, jednak dzięki temu, że postęp ich armii w kierunku Waszyngtonu został opóźniony, Unia zdołała wzmocnić obronę miasta.
Maszerując z Lynchburga na północ przez Dolinę Shenandoah, armia konfederacka pod dowództwem generała Jubala A. Early’ego ominęła federalny garnizon w Harpers Ferry i 5 i 6 lipca 1864 roku przekroczyła Potomak w okolicy Shepherdstown, wkraczając do stanu Maryland. Zorganizowane naprędce pod dowództwem Lewa Wallace’a oddziały Unii 9 lipca próbowały powstrzymać atak konfederatów nad rzeką Monocacy, na wschód od miasta Frederick. Mimo zaciętego oporu oddziały Unii zostały otoczone i pokonane. Jednak opóźnienie spowodowane bitwą pozwoliło generałowi Ulyssesowi Grantowi wzmocnić obronę Waszyngtonu. Pierwsze oddziały konfederatów, pod dowództwem generała Early’ego, dotarły do przedmieść Waszyngtonu po południu 11 lipca. Tego samego dnia wieczorem do stolicy przybyły dodatkowe oddziały armii federalnej wezwane przez generała Granta.
Łączne straty po obu stronach wyniosły 2359 żołnierzy.
W swoich pamiętnikach broniący Waszyngtonu generał Grant napisał:

Gdyby Early dotarł do Waszyngtonu nawet jeden dzień wcześniej, mógłby wejść do miasta zanim przybyłyby posiłki, które wezwałem. Niezależnie czy bitwa opóźniła go o jeden dzień, czy też nie, generał Wallace’a pomimo porażki dowodzonych przez niego sił przyczynił się bardziej do naszej sprawy, niż niejeden inny dowódca, który z podobnymi siłami odniósł zwycięstwo.

Z kolei generał Early tak tłumaczył swoją niezdolność zdobycia Waszyngtonu:

Niektóre gazety na północy twierdzą, że mogłem wkroczyć do miasta między sobotą a poniedziałkiem. Ale w sobotę walczyłem nad Monocacy, 35 mil od Waszyngtonu z siłami, których nie mogłem pozostawić na swoich tyłach. Po pokonaniu ich ruszyłem tak szybko, jak to tylko było możliwe i gdy dotarłem do fortyfikacji w poniedziałek po południu moje oddziały były wyczerpane i potrzeba było czasu, aby je ponownie zorganizować.

Pole bitwy objęte jest współcześnie ochroną prawną jako Monocacy National Battlefield.

## Literatura dodatkowa
- Marc Leepson: Desperate Engagement: How a Little-known Civil War Battle Saved Washington, D.C., and Changed the Course of American History. Macmillan, 2007. ISBN 0-312-36364-8. Brak numerów stron w książce